# 2023年エルズルムデフリンピック
2023年エルズルムデフリンピック（2023ねんエルズルムデフリンピック）は、2024年3月2日から3月12日までの11日間、トルコ東アナトリア地方エルズルムを会場として開催された冬季デフリンピック競技大会。一般的には、エルズルムデフリンと略称される。
当初、カナダ・ケベック・シティーにおいて開催する予定であったが、開催返上によりトルコ・エルズルムでの開催が決定した。

## 概要
トルコ共和国で開催されるのは2017年夏季サムスン大会以来7年ぶり、冬季デフリンピックの開催は初めてである。開催地がアジア大陸で開催されるのは冬季に限れば2015年ハンティ・マンシースク大会の2大会ぶりとなる。
カナダ・ケベックシティーでの開催が予定されていたが、開催返上に伴い2024年に開催される。大会延期により開催年は変わったが「2023」の年数表記の変更はない。
開催の延期は2021年カシアス・ド・スル大会と2大会連続。閏年に開催されるのは1924年パリ大会及び1928年アムステルダム大会以来3大会目。

## 参加国・地域
36の国と地域から、合計598名のアスリートが参加した。
| 参加した主な国および地域の選手団 | 参加した主な国および地域の選手団 |
| --- | -------------------------------- |
| - アルジェリア - アルメニア - オーストリア - ボスニア・ヘルツェゴビナ - ブラジル - 中国 - クロアチア - チェコ - フランス - ドイツ - デンマーク - スペイン - フィンランド - ハンガリー - インド - イタリア - イスラエル - 日本 - カザフスタン - 韓国 - モンゴル - ネパール - ポーランド - ロシア - スロベニア - スロバキア - スウェーデン - スイス - トルコ（開催国） - ウクライナ - アメリカ合衆国 - ウズベキスタン |                                  |

## 実施種目
2023年冬季デフリンピックでは、6競技が実施される予定。1991年バンフ大会から7大会連続で実施したアイスホッケーが外され、本大会においてはフットサルが競技として追加される。
- アルペンスキー（10）（詳細）
  - アルペン複合 (2)
  - パラレル回転 (2)
  - 大回転 (2)
  - 回転 (2)
  - スーパー大回転 (2)
- チェス（5）（詳細）
  - ラピッドチーム (1)
  - ブリッツ (2)
  - クラシカルチーム (2)
- クロスカントリースキー（8）（詳細）
  - 10kmマススタート (1)
  - 15kmマススタート (1)
  - スプリントフリー (2)
  - チームスプリントクラシカル (2)
  - 5kmクラシカル (1)
  - 10kmクラシカル (1)
- カーリング（3）（詳細）
- フットサル（2）（詳細）
- スノーボード（6）（詳細）
  - バンクドスラローム (2)
  - パラレル大回転 (2)
  - パラレル回転 (2)